# Heikkisensaari
Heikkisensaari är en ö i Finland. Den ligger i sjön Iijärvi och i kommunen Ristijärvi i den ekonomiska regionen  Kajana ekonomiska region  och landskapet Kajanaland, i den centrala delen av landet, 500 km norr om huvudstaden Helsingfors. Öns area är 25,5 hektar och dess största längd är 0,8 kilometer i öst-västlig riktning.